# Maeota dichrura
Maeota dichrura là một loài nhện trong họ Salticidae. Chúng được Eugène Simon miêu tả năm 1901.